# Роман Ямпольський
Роман Володимирович Ямпольський (нар. в Ризі, 13 серпня 1979) — латвійський вчений-комп'ютерник з Університету Луїсвілла, відомий своєю роботою з безпеки штучного інтелекту та кібербезпеки. Має ступінь доктора філософії Університету Буффало (2008). Є засновником і нинішнім директором Лабораторії кібербезпеки на кафедрі комп'ютерної інженерії та інформатики в Інженерній школі Д. Б. Спіда Університету Луїсвілла.
Ямпольський є автором близько 100 публікацій, включаючи численні книги.

## Безпека штучного інтелекту
Ямпольський попереджав про можливість екзистенційного ризику від сильного штучного інтелекту та виступав за дослідження щодо «коробкування» (англ. boxing) штучного інтелекту. У ширшому сенсі, Ямпольський та його колега Мікаель Трацці у 2018 році запропонували запровадити «ахіллесові п'яти» в потенційно небезпечному штучному інтелекті, наприклад, заборонивши штучному інтелекту доступ до власного початкового коду та його зміну. Ще одна пропозиція полягає в застосуванні «менталітету безпеки» до безпеки ШІ, деталізуючи потенційні результати, щоб краще оцінити запропоновані механізми безпеки.
Він припустив, що немає жодних доказів вирішення проблеми контролю над штучним інтелектом, і запропонував призупинити розробку ШІ, стверджуючи, що «Уявлення про те, що люди можуть контролювати надрозумний ШІ, трохи схоже на уявлення про те, що мураха може контролювати результат футбольного матчу НФЛ, який відбувається навколо неї». Він приєднався до дослідників штучного інтелекту, таких як Йошуа Бенджіо та Стюарт Рассел, підписавши відкритий лист з пропозицією припинити гігантські експерименти зі штучним інтелектом.
Виступаючи в подкасті Лекса Фрідмана у 2024 році, Ямпольський передбачив ймовірність того, що штучний інтелект може призвести до вимирання людства, з ймовірністю «99,9 % протягом наступних ста років».
Ямпольський був науковим радником Науково-дослідного інституту машинного інтелекту та стипендіатом з безпеки штучного інтелекту Інституту Форсайту.

## Інтелектологія
У 2015 році Ямпольський започаткував інтелектологію - нову галузь досліджень, засновану для аналізу форм та меж інтелекту. Ямпольський вважає штучний інтелект підгалуззю цього. Прикладом інтелектуальної роботи Ямпольського є спроба визначити зв'язок між різними типами свідомості та доступним простором розваг, тобто простором ненудних занять.

## ШІ-повнота
Ямпольський працював над розробкою теорії повноти штучного інтелекту, пропонуючи тест Тюрінга, як визначальний приклад.

## Книги
- Feature Extraction Approaches for Optical Character Recognition. — Briviba Scientific Press, 2007. — ISBN 0-6151-5511-1.
- Computer Security: from Passwords to Behavioral Biometrics. — New Academic Publishing, 2008. — ISBN 0-6152-1818-0.
- Game Strategy: a Novel Behavioral Biometric. — Independent University Press, 2009. — ISBN 0-578-03685-1.
- Artificial Superintelligence: a Futuristic Approach. — Chapman and Hall/CRC Press, 2015. — 277 p. — ISBN 978-1482234435.
- AI: Unexplainable, Unpredictable, Uncontrollable. — Chapman & Hall/CRC Press, 2024. — ISBN 978-1032576268.

## Статті
- How to Escape From the Simulation // Seeds of Science. — 2023. — 28 March.